# Ембаргос деклараториос
В бразилското процесуално право Ембаргос деклараториос или Ембаргос джи декларасао (на португалски: Embargos declaratorios или Embargos de declaração (pluralia tantum) представлява съдебен инструмент за разясняване и/или коригиране на окончателни съдебни решения, с цел отстраняване на допуснати в тях неясноти, двусмислия, противоречия или пропуски.

## Основни характеристики
Правната регламентация на ембаргос деклараториос се съдържа в чл. 536 – 538 от Гражданскопроцесуалния кодекс на Бразилия от 1973 (ГПК от 1973, в сила до март 2016) и, съответно, в чл. 1022 – 1025 от Новия гржданскопроцесуален кодекс в Бразилия от 2015 (ГПК от 2015, в сила от март 2016). Заедно с ембаргос джи дживерженсия и ембаргос инфринженчис, ембаргос джи декларасао формира системата на съдебните ембаргоси, за които е характерно, че се използват като инструменти за обжалване на съдебни решения не пред по-висша съдебна инстанция, а пред инстанцията, която ги е произнесла. Нещо повече, по правило при Ембаргос деклараториос основната цел на процедурата не е да отмени произнесеното съдебно решение, а да коригира допуснати неясноти и други дефекти в него. Въпреки това с решението по ембаргоса съдът може да коригира решението или да го промени до такава степен, че то да представлява качествено ново решение на съдебния спор.
Ембаргос джи декларасао е процедура, която се използва за атакуването на окончателни съдебни решения – такива, чрез които съдът решава по същество правния спор, отнесен до него. Поради това сроковете за започване на процедурата започват да текат от датата на публикуване на оспорваното решение. Ембаргосът обаче е недопустим срещу предварителни съдебни решения, които съдът издава по процедурни въпроси, възникнали в хода на съдебното делото, и които са обект на обжалване чрез процедурата аграво. Въпреки това ембаргос джи декларасао може да се повдигне срещу акордао, с което се постановява решение по аграво срещу предварително решение на съдия или съд от по-долна инстанция.
Отличителна характеристика на ембаргос деклараториос е приложимостта му срещу всяко окончателно съдебно решение, независимо дали то е произнесено от първа, апелативна или последна инстанция. Тази процедура е допустима дори и срещу решения, произнесени от Върховния федерален съд, като в това число попадат и решения по дела от сферата на абстрактния конституционен контрол.
Важна особеност на ембаргос джи декларасао е, че то отлага сроковете, в които атакуваното решение може да бъде оспорено чрез други способи за обжалване. Според Гражданскопроцесуалния кодекс на Бразилия, сроковете за обжалване на съдебни решения, срещу които има повдигнат ембаргос де декларасао, започват да текат след публикуване на решението по ембаргоса. Този отлагащ ефект на ембаргос деклараториос често се използва от страните по делата за протакане на прилагането на съдебните решения.
Четвърта важна характеристика на Ембаргос деклараториос е, че той се разглежда от съдията или от съдебния състав, произнесъл атакуваното съдебно решение. Поради това молбата за повдигане на ембаргос деклараториос се адресира до съдията, произнесъл атакуваното решение, или до съдията-докладчик по делото, ако процедурата е насочена срещу решение от тип акорадао, което е било произнесено от многочленен съдебен състав, каквито заседават в апелативните, регионалните, висшите и върховните съдилища в Бразилия.

## Процесуални срокове
Всеки ембаргос джи деклараториос започва с подаване на писмен иск до съответния съдия или съдия-докладчик, което трябва да стане в предвидения от закона срок, който започва да тече от момента на публикуването на оспорваното съдебно решение. Сроковете, в които трябва да стане това, варират в зависимост от правната материя на дело и според инстанцията, която трябва да разгледа ембаргоса.
При дела, които се провеждат по Гражданскопроцесуалния кодекс, срокът за обжалване чрез ембаргос деклараториос е пет дни. Срещу решения по криминални дела чл. 619 на Наказателнопроцесуалния кодекс позволява повдигане на ембаргос деклараториос в срок от два дни след публикуването на решението.